# ديفيد كار غلوفر
ديفيد كار غلوفر (بالإنجليزية: David Carr Glover)‏ هو عازف بيانو وملحن أمريكي، ولد في 1925، وتوفي في 1988.